# Alassane Diallo
Alassane Diallo (Bamako, 1995. február 19. –) mali labdarúgó.

## Pályafutása
Alassane Diallo a katari Aspire Academy futballakadémián nevelkedett, mígnem 2013-ban leigazolta őt a belga KAS Eupen csapata. Eupen-ben egy évet töltött, majd leigazolta őt az elsőosztályú Standard de Liège csapata, amely egy évre azonnal kölcsönadta őt a szintén élvonalbeli KVC Westerlónak.. Diallo 2016-ban távozott a Standard de Liège-től, amelynek színeiben egyetlen mérkőzésen sem szerepelt, 2017. július 3-án leigazolta a magyar első osztályban szereplő Újpest FC együttese. Két szezon alatt 26 bajnoki mérkőzésen kétszer volt eredményes a magyar élvonalban. 2019 nyarán távozott a lila-fehér klubtól.

## Sikerei, díjai
KAS Eupen:
- Belga másodosztály ezüstérmes: 2013-14

Mali U20:
- U20-as labdarúgó-világbajnokság bronzérmes: 2015

## Statisztika
| Klub           | Szezon | Bajnokság     | Bajnokság | Országos kupa | Országos kupa | Nemzetközi kupa | Nemzetközi kupa | Összesen      | Összesen |
| Klub           | Szezon | Pályára lépés | Gól       | Pályára lépés | Gól           | Pályára lépés   | Gól             | Pályára lépés | Gól      |
| -------------- | ------ | ------------- | --------- | ------------- | ------------- | --------------- | --------------- | ------------- | -------- |
| Eupen          |        |               |           |               |               |                 |                 |               |          |
| 2012–13        | 5      | 1             | 0         | 0             | –             | –               | 5               | 1             |          |
| 2013–14        | 31     | 2             | 2         | 1             | –             | –               | 33              | 3             |          |
| Összesen       | 36     | 3             | 2         | 1             | –             | –               | 38              | 4             |          |
| Westerlo       |        |               |           |               |               |                 |                 |               |          |
| 2014–15        | 7      | 0             | 0         | 0             | –             | –               | 7               | 0             |          |
| Összesen       | 7      | 0             | 0         | 0             | –             | –               | 7               | 0             |          |
| Újpest         |        |               |           |               |               |                 |                 |               |          |
| 2017–18        | 11     | 0             | 8         | 0             | –             | –               | 18              | 0             |          |
| 2018–19        | 15     | 2             | 2         | 0             | 3             | 0               | 20              | 2             |          |
| Összesen       | 26     | 2             | 10        | 0             | 3             | 0               | 39              | 2             |          |
| Karrier összes |        | 69            | 5         | 12            | 1             | 3               | 0               | 84            | 6        |

2019. május 19-én frissítve.